# Ryuji Sawakami
Ryuji Sawakami (澤上 竜二 Sawakami Ryūji?, Nara, 8 de octubre de 1993) es un futbolista japonés que juega como delantero en el Fukushima United F. C. de la J3 League.

## Trayectoria

### Clubes
| Club                            | País  | Año       |
| ------------------------------- | ----- | --------- |
| Cerezo Osaka                    | Japón | 2016-     |
| F. C. Imabari (cedido)          | Japón | 2020      |
| S. C. Sagamihara (cedido)       | Japón | 2021      |
| Gainare Tottori (cedido)        | Japón | 2022-2023 |
| Fukushima United F. C. (cedido) | Japón | 2023-     |

## Palmarés

### Títulos nacionales
| Título             | Club         | País  | Año  |
| ------------------ | ------------ | ----- | ---- |
| Copa J. League     | Cerezo Osaka | Japón | 2017 |
| Copa del Emperador | Cerezo Osaka | Japón | 2017 |